# Osivka, Iemilciîne
Osivka (în ucraineană Осівка) este localitatea de reședință a comunei Osivka din raionul Iemilciîne, regiunea Jîtomîr, Ucraina.

## Demografie
Componența lingvistică a localității Osivka
     Ucraineană (99,16%)
     Alte limbi (0,84%)
Conform recensământului din 2001, majoritatea populației localității Osivka era vorbitoare de ucraineană (99,16%), existând în minoritate și vorbitori de alte limbi.